# دوبرویوبتسی
دوبرویوبتسی (به صربی: Dobroljubci) یک منطقهٔ مسکونی در صربستان است که در الکساندراواک واقع شده‌است. دوبرویوبتسی ۳۷۴ نفر جمعیت دارد.